# Хю Лори
Джеймс Хю Калъм Лори (на английски: James Hugh Calum Laurie) е британски актьор, комик, писател и музикант.

## Биография

### Образование
Роден е в Оксфордшър, Англия на 11 юни 1959 г., и отраснал в Оксфорд, където посещава „Драгън Скул“ (известно подготвително училище). После учи в Итън Колидж и след това в Селуин Колидж, Кембридж, където изучава археология и антропология.
Неговият баща печели олимпийски златен медал в категория гребане (двойка без кърмчия). После самият Джеймс също е гребец като ученик и студент, взема участие в Състезанието за лодки между Оксфорд и Кеймбридж през 1980 г. Лори печели първото място по гребане (двойка с кърмчия) на Националния младежки шампионат на Англия през 1977 г. През същата година участва заедно с партньора си в Световния младежки шампионат по гребане, където се класират четвърти.
По време на първата си година в университета Лори има връзка с Ема Томпсън, сега известна актриса. По същото време се присъединява към известния клуб Cambridge Footlights, който се слави като стартова точка за много популярни британски комици. През последната си година е президент на клуба, докато Ема Томпсън е вицепрезидент. Когато клубът прави театрална постановка за края на учебната година на Единбургския фестивал Фриндж през 1980 г., Лори се запознава със Стивън Фрай. Фрай и Лори имат няколко серии като дует, както и участие в телевизионното шоу „Джийвс и Устър“, адаптация по романите на П. Г. Удхаус за героя Джийвс. Лори играе Бърти Устър, роля, за която му помага неговият пианистки и певчески талант.

### Професионално развитие
Също както Фрай, Лори започва соло кариера като актьор, поема както комични роли („Черното влечуго“ с участието на Роуън Аткинсън като Принц Джордж и Лейтенант Джордж), така и с голям успех се превъплъщава в доста по-сериозни роли, например в „Peter's Friends“ и „Разум и чувства“. Други филмови участия включват „Maybe Baby“ и „Стюарт Литъл“.
До 2002 г. той е известно лице в серия телевизионни драми, гостуващ през тази година в два епизода на първия сезон на шпионския сериал „Фантоми“ излъчван по BBC 1. През 2003 г. той участва и режисира комедийната драма по ITV – Fortysomething. От 2004 г. Лори играе д-р Грегъри Хаус в „Д-р Хаус“, медицинска драма на Fox.
През 1996 г. публикува книга „Търговецът на оръжие“ – хумористичен съспенс. Автор е и на сценарий за филмова версия на тази книга. Вторият му роман, озаглавен „The Paper Soldier“, все още предстои да бъде издаден след редица отлагания.

## Личен живот
Лори е много добър пианист (това се вижда и в сериала „Д-р Хаус“), свири също на китара, неговата първа китара е една „Ямаха“, която получава на 16 години. Свири и на ударни в училищния оркестър.
Лори е запален мотоциклетист. Първия си мотор получава като подарък от баща си за 16-ия си рожден ден. В Лос Анджелис, където снима „Д-р Хаус“, Лори купува мотоциклет „Триумф Боневил“, копие на известната марка от 60-те години на 20 век и се наслаждава на анонимността си, когато го кара с каска на главата.
Той се жени за Джо Грийн на 16 юни 1989. Сега живеят в северен Лондон със своите двама синове и една дъщеря.

## Филмография
- Черното влечуго (1986 – 2 епизода, 1987 – 6 епизода, 1989 – 6 епизода и в специалните епизоди – 1988 и 1999)
- Джийвс и Устър (1990) – Бърти Устър
- Разум и чувства (1995) – Томас Палмър
- 101 далматинци (1996) – Джаспър
- Спайс Уърлд (1997) – Поаро
- Желязната маска (1998) – Кралския съветник
- Братовчедката Бет (1998)
- Стюарт Литъл (1999) – Господин Фредрик Литъл
- Може би скъпа (2000) – Сам Бел
- Животът с Джуди Гарланд: Аз и моите сенки (2001)
- Стюарт Литъл 2 (2002) – Господин Фредрик Литъл
- Фантоми (2002)
- Стюарт Литъл: Анимационният сериал (2003) – Господин Фредрик Литъл
- Полетът на феникса (2004) – Иън
- Д-р Хаус (2004 – 2012) – д-р Грегъри Хаус
- Храбрият гълъб (2005) (глас)
- Стюарт Литъл 3: Дивото зове (2006) – Господин Фредрик Литъл
- Улични крале (2007)
- Чудовища срещу извънземни (2009) – доктор Хлебарко (глас)
- Семейство Ориндж (2011) – Дейвид
- Тайните служби на Дядо Коледа (2011) – Стийв (глас)
- Утреландия (2015)
- Нощният управител (2016) – Ричард Роупър
- Ченс (2016) – д-р Елдън Ченс
- Параграф 22 (2019) – майор Де Кавърли

## Дискография

### Студийни албуми
- 2011 – Let Them Talk
- 2013 – Didn't It Rain